# Fiat Someca SOM 511
Le Fiat Someca SOM 511 est un modèle de tracteur agricole produit par Someca, filiale française du constructeur italien Fiat Trattori.
Dernier descendant du Fiat Someca SOM 40, ce tracteur très proche du Fiat OM 512 / 513 R est produit dans l'usine française de Bourbon-Lancy de 1964 à 1966.

## Historique
Le Fiat Someca SOM 40, construit de 1957 à 1964, est un produit-phare de la gamme Someca, amélioré à plusieurs reprises.
Le SOM 511 est la dernière évolution du SOM 40, simplement doté d'un moteur un peu plus puissant ; il s'agit du modèle italien Fiat OM 512 / 513 R modifié. Sa production ne dure que deux ans, sa conception ancienne et son confort insuffisant devenant des handicaps face à la concurrence.

## Caractéristiques
Le tracteur Fiat Someca SOM 511 est équipé d'un moteur diesel Fiat-OM à injection directe avec démarreur électrique. Le moteur est un 4 cylindres (alésage 108 mm et course 120 mm) en ligne d'une cylindrée de 4 397 cm3 développant une puissance de 55 ch à 1 700 tr/min. Alors que le Fiat OM 512 / 513 R possède un circuit électrique en 24 V, le SOM 511 est alimenté en 12 V, tension beaucoup plus courante.
La boîte de vitesses mécanique comporte quatre rapports avant et un rapport arrière sur deux gammes. La quatrième vitesse avant étant la même quelle que soit la gamme choisie, le tracteur ne dispose en réalité que de sept vitesses avant et sa vitesse maximale est de 21,6 km/h.
Le SOM 511 possède une prise force arrière tournant à 540 tr/min mais sa commande n'est pas d'un usage facile. le dispositif permettant l'attelage d'une remorque est par contre très complet.
Le poste de pilotage du SOM 511 n'est pas un modèle d'ergonomie et le siège du conducteur est mal suspendu ; ces caractéristiques, sans importance lorsque le SOM 40 est sorti, deviennent réellement pénalisantes sept ans plus tard. Le SOM 511 est toutefois apprécié de ses utilisateurs pour son excellente adhérence et la facilité de son entretien.